# ژرژ روشگروس
ژرژ-انتوان روشِگروس (به فرانسوی: Georges-Antoine Rochegrosse)؛ تولد در ۲ اوت ۱۸۵۹–۱۱ مرگ در ژوئیه ۱۹۳۸؛ نقاش تاریخی و تزئینی فرانسوی بود.

## زندگی و شغل

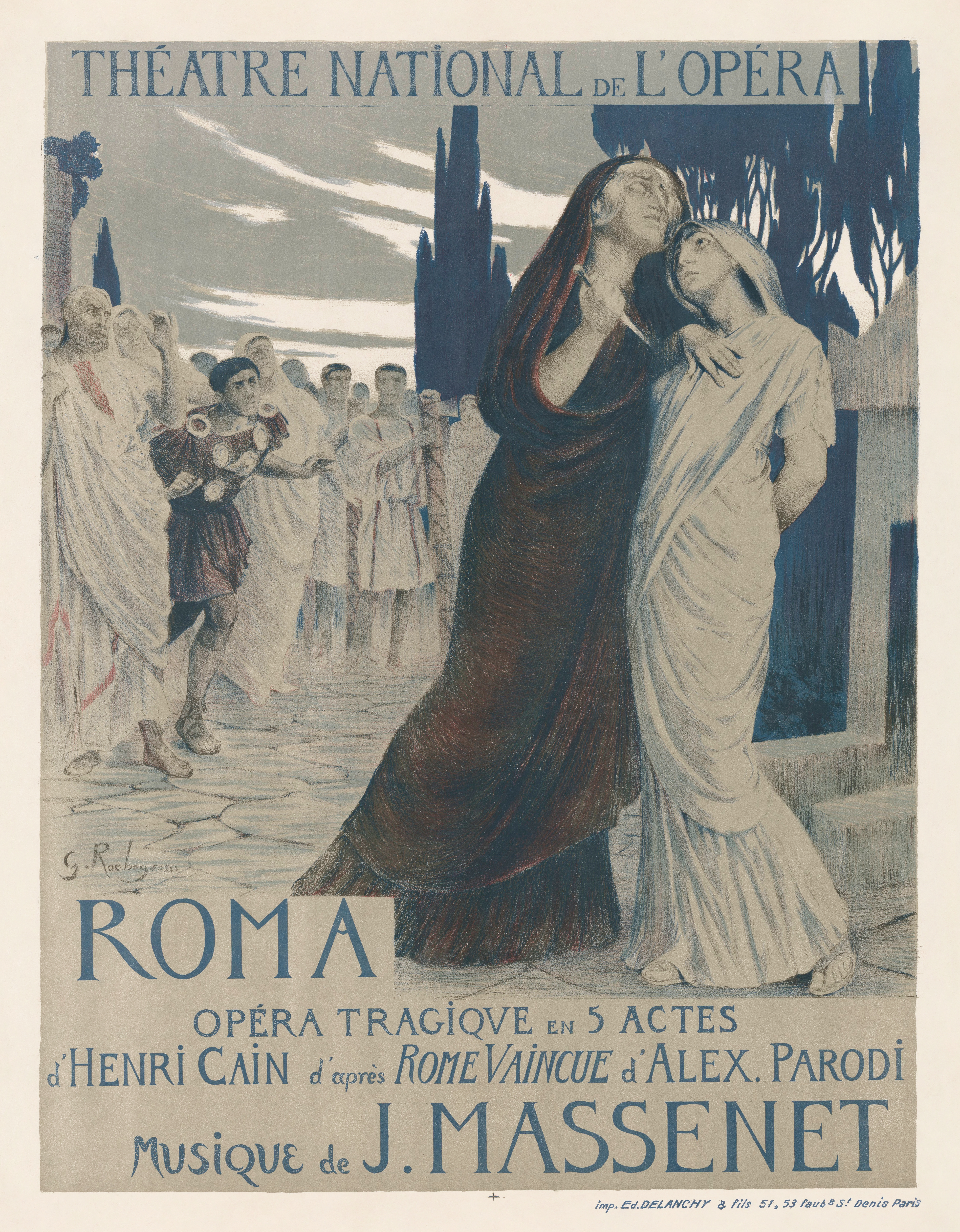
ژول ماسنت - رم

وی در ورسای متولد شد و در پاریس نزد ژول لوفور و گوستاو بولانژه تحصیل کرد. مضامین او به‌طور کلی تاریخی است. در سال ۱۸۹۲ برگزیده نشان لژیون دونور شد و در سال ۱۹۰۶ مدال افتخار رد دلایت (Red Delight) را دریافت کرد. روشِگروس همچنین چندین کتاب را به تصویر کشید. برخی از نقاشی‌های این تصاویر در بخش چاپ و نقاشی در موزه بریتانیا واقع در لندن است. وی سال‌های آخر زندگی خود را در الجزایر گذراند، اما به پاریس بازگشت و در آنجا درگذشت و در قبرستان مونپارناس به خاک سپرده شد. همسرش، ماری روشِگروس (ماری لوبلون)، در سال ۱۹۲۰ درگذشت.

## آثار برگزیده

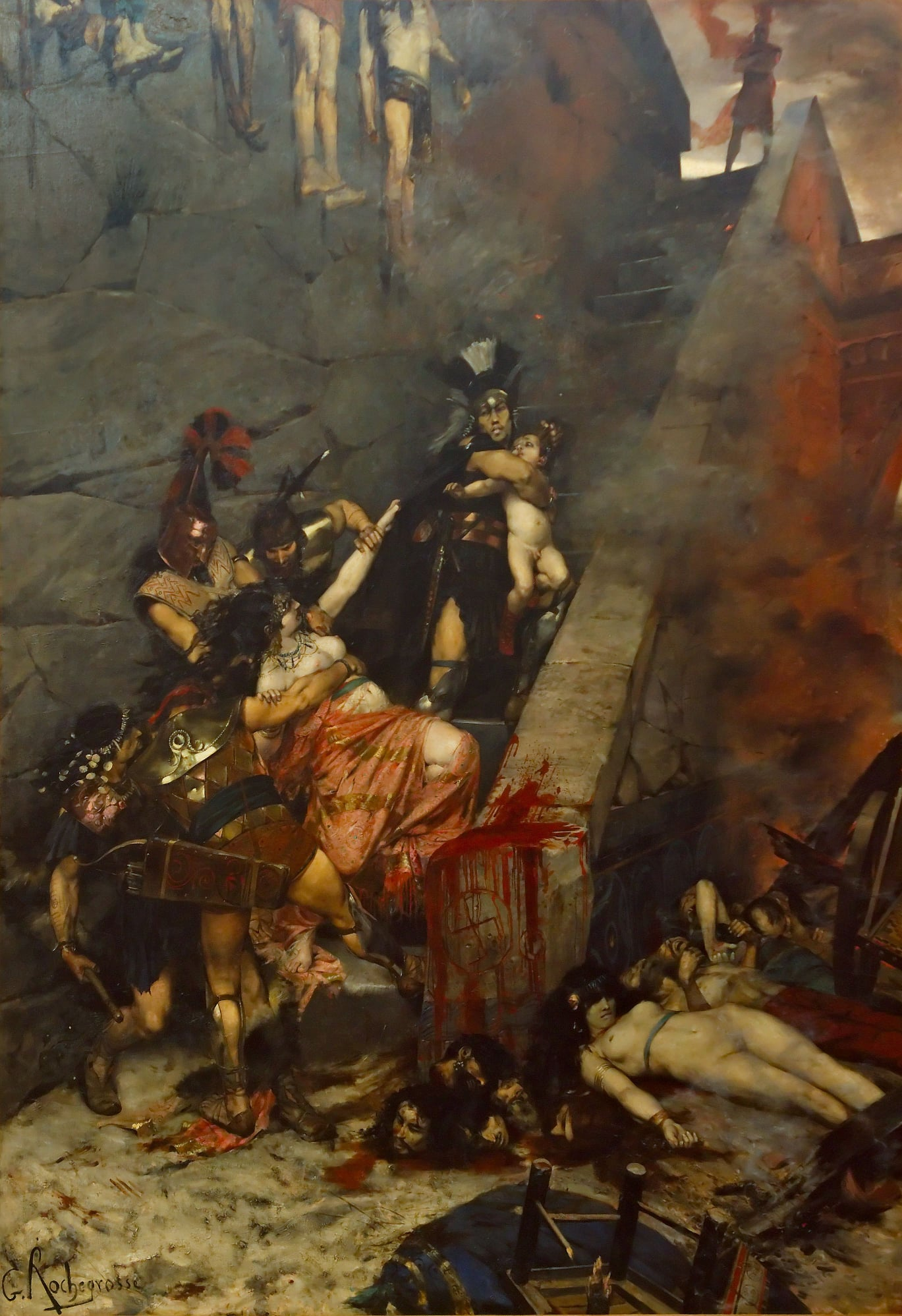
آندروماک
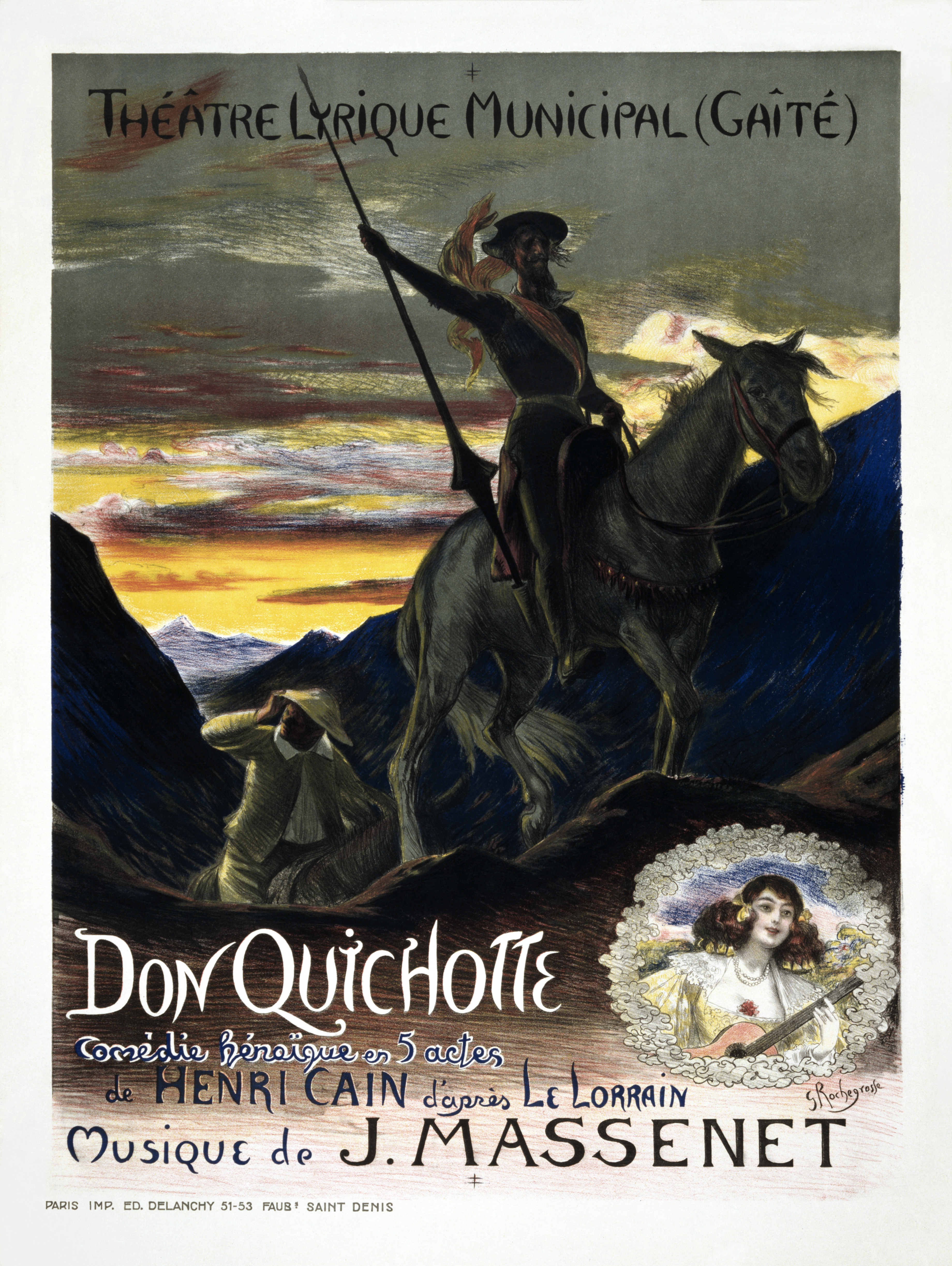
پوستر دون کیشوت اثر ژول ماسنه
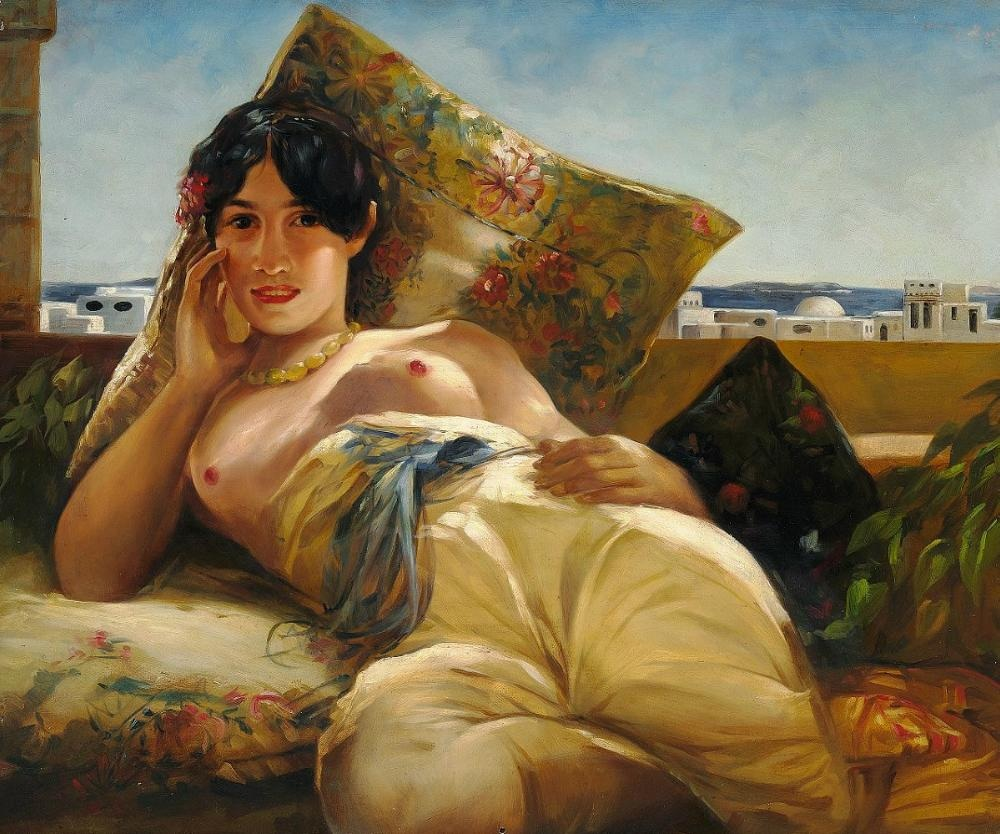
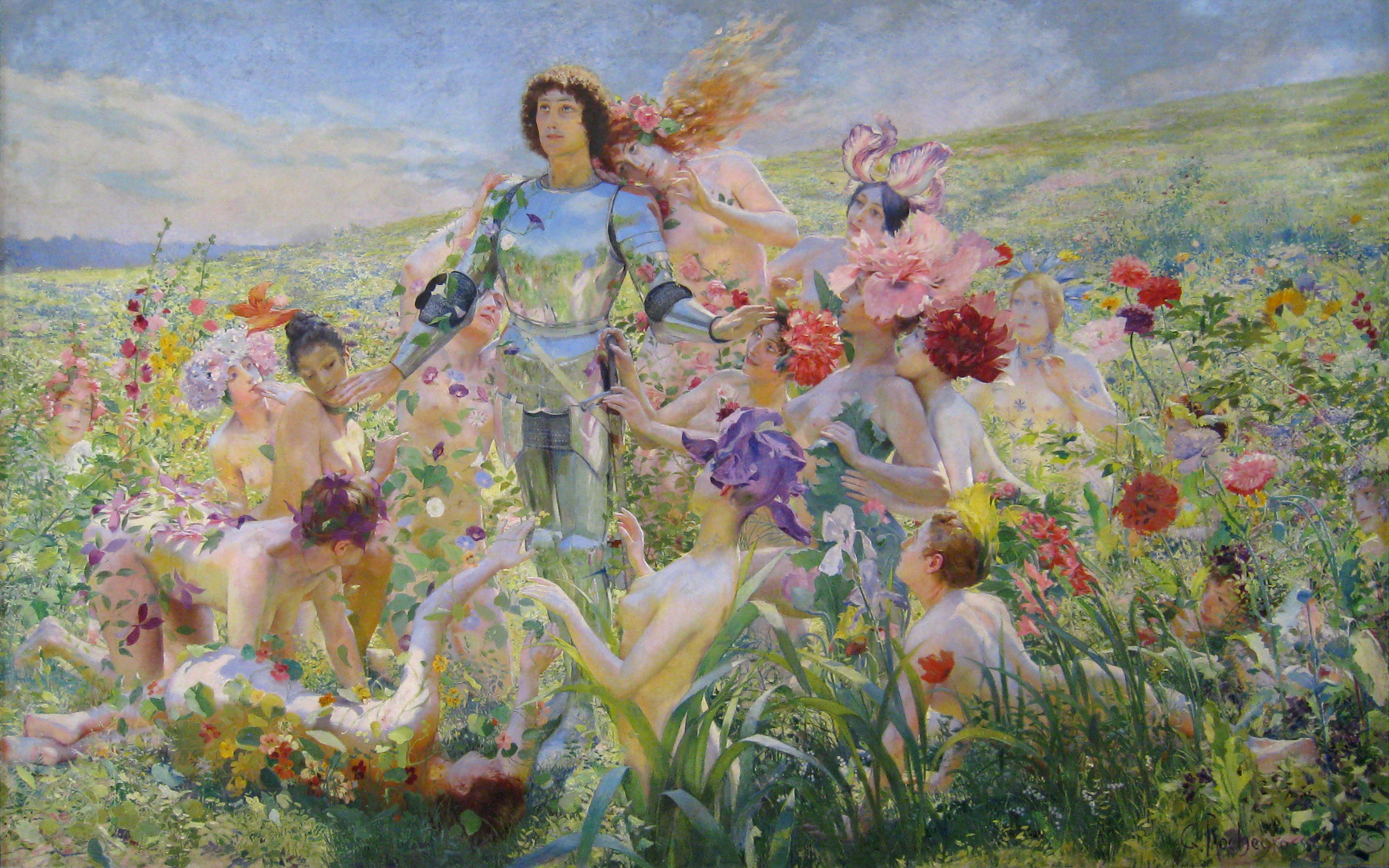
شوالیه گل ها
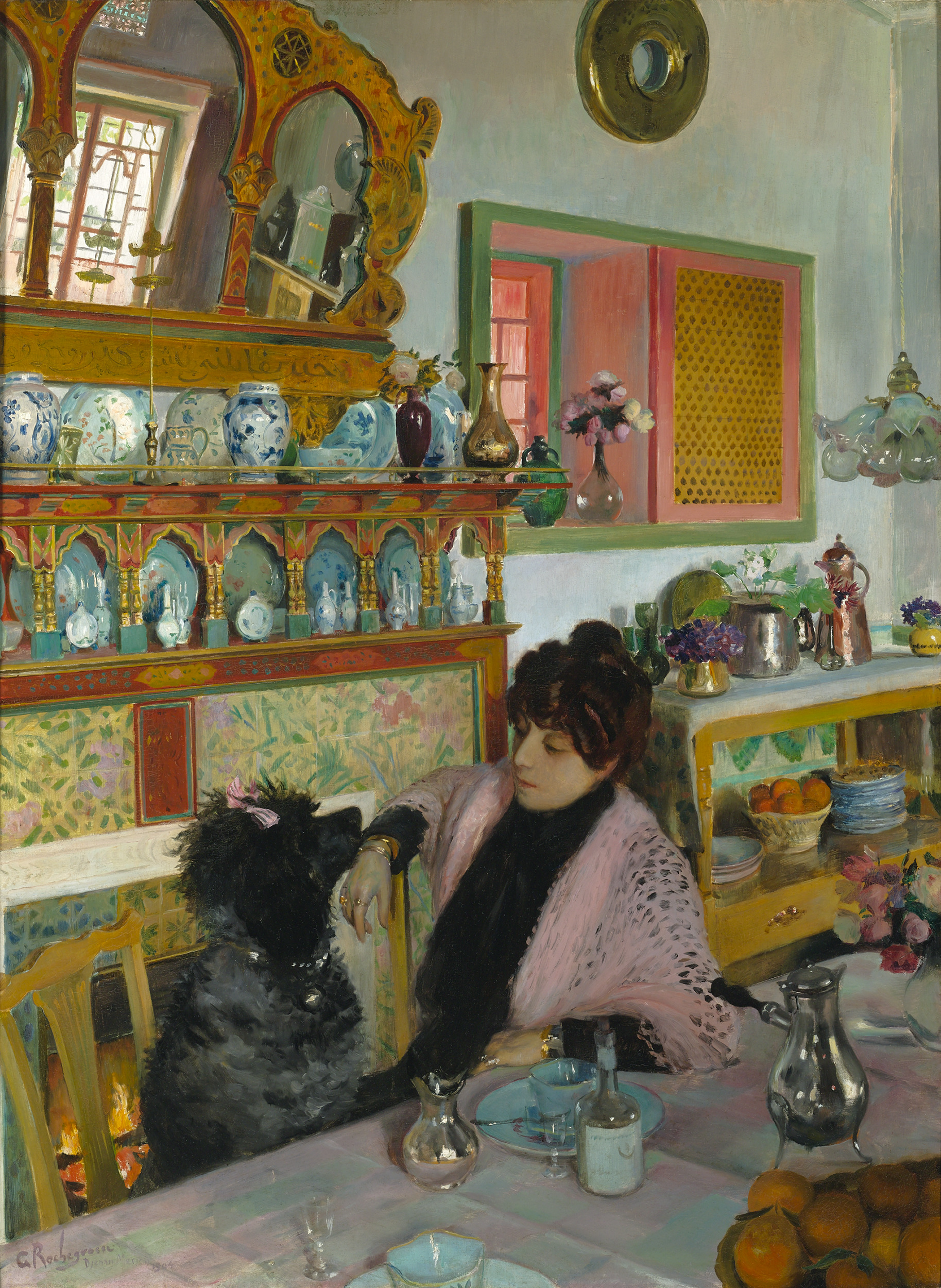
ماری روشِگروس در اتاق ناهار خوری
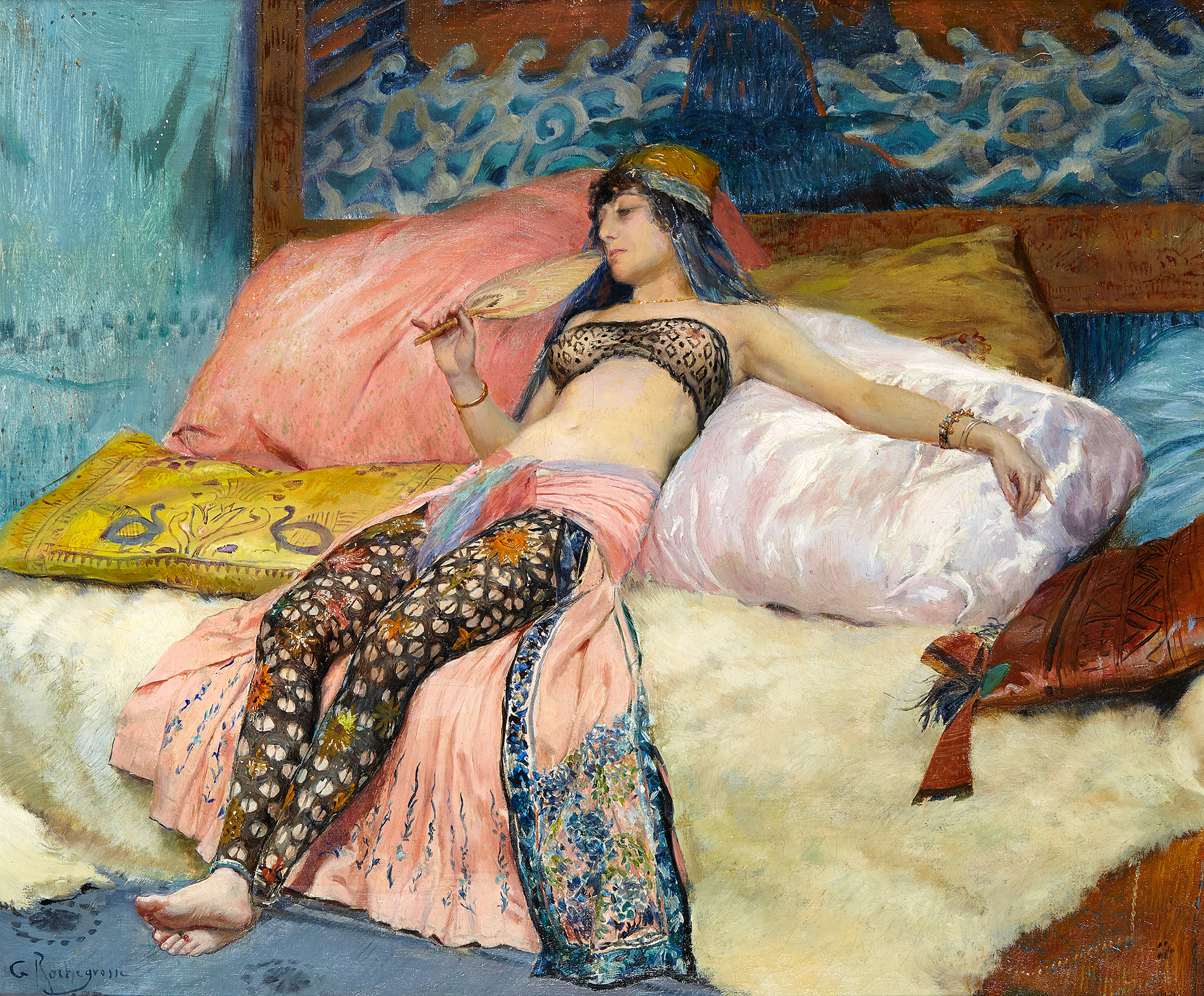
پرتره سارا برنارد با لباس رقص عربی
پوستر گیسموندا  اثر هنری فویرر